# Stopień ryzyka (film 1999)
Stopień ryzyka (ang. Chill Factor) – amerykański film akcji z gatunku thriller z 1999 roku w reżyserii Hugh Johnsona. Wyprodukowany przez wytwórnię Warner Bros.
Premiera filmu miała miejsce 30 sierpnia 1999 roku w Stanach Zjednoczonych.

## Fabuła
Były wojskowy Andrew Brynner (Peter Firth) zabija chemika Longa (David Paymer), by przejąć pojemnik z groźną toksyną. Przed śmiercią Long przekazuje substancję kucharzowi Masonowi (Skeet Ulrich). Musi on przetrzymywać ją w niskiej temperaturze i przewieźć do bazy wojskowej. Pomaga mu dostawca lodów Arlo (Cuba Gooding Jr.).

## Obsada
Źródło: Filmweb
- Cuba Gooding Jr. jako Arlo
- Skeet Ulrich jako Tim Mason
- Peter Firth jako Andrew Brynner
- David Paymer jako doktor Richard Long
- Hudson Leick jako Vaughn
- Daniel Hugh Kelly jako pułkownik Leo Vitelli
- Kevin J. O’Connor jako Telstar
- Judson Mills jako Dennis
- Jordan Mott jako Carl
- Darcas Macopson jako Burke

i inni